# Jeszcze bardziej zgryźliwi tetrycy
Jeszcze bardziej zgryźliwi tetrycy (ang. Grumpier Old Men) – amerykański film fabularny z 1995 roku w reżyserii Howarda Deutcha. Sequel filmu Dwaj zgryźliwi tetrycy (1993). Zdjęcia kręcono w Minnesocie.

## Opis fabuły
Do spokojnego miasteczka Wabasha, w którym mieszkają kłótliwi emeryci John (Jack Lemmon) i Max (Walter Matthau), przybywa piękna Maria Ragetti (Sophia Loren). Wkrótce okazuje się, że kobieta przejęła ich ulubiony sklep wędkarski i chce zamienić go we włoską restaurację. Staruszkowie chcą pokrzyżować jej plany. John i Max pomimo wielu lat waśni i uszczypliwości tak naprawdę są najlepszymi przyjaciółmi.

## Obsada
- Jack Lemmon - John Gustafson
- Walter Matthau - Max Goldman
- Sophia Loren - Maria Ragetti
- Kevin Pollak - Jacob Goldman
- Ann-Margret - Ariel Gustafson
- Burgess Meredith - dziadek John Gustafson (ojciec Johna Gustafsona)
- Daryl Hannah - Melanie Gustafson
- Katie Sagona - Allie
- Ann Morgan Guilbert - Francesca Ragetti
- James Andelin - Sven
- Max Wright - Inspektor zdrowia

i inni

## Wersja polska
Wersja polska: Master Film

Reżyseria: Elżbieta Jeżewska

Dialogi: Elżbieta Kowalska

Dźwięk: Elżbieta Mikuś

Montaż: Jan Graboś

Kierownictwo produkcji: Adam Bieluński

Udział wzięli:
- Max Goldman – Edmund Fetting
- John Gustafson – Stanisław Brejdygant
- Maria Ragetti – Anna Seniuk
- Jacob – Cezary Morawski
- Dziadek – Stanisław Brudny
- Francesca – Katarzyna Łaniewska
- Ariel – Agnieszka Kotulanka
- Melania – Izabella Bukowska

oraz
- Andrzej Gawroński
- Wojciech Paszkowski
- Leopold Matuszczak
- Joanna Wizmur
- Piotr Sopczyński
- Dariusz Odija
- Paweł Szczesny

i inni